# KTeaTime
KTeaTime は KDE デスクトップ環境のアプリケーションであり、茶を入れるためのタイマーである。茶の選択によりタイマーが切れる時間が変わる。タイマーはおいしい茶を飲めるように時間が調整されている。時間を任意の長さに設定することもできる。
元々1998年から1999年まで Matthias Hölzer-Klüpfel によって開発され、2002年から2003年までは Martin Willers、2007年からは Stefan Böhmann が開発を行なっている。